# La Vall de Laguar
La Vall de Laguar är en kommun i Spanien.   Den ligger i provinsen Provincia de Alicante och regionen Valencia, i den östra delen av landet, 400 km sydost om huvudstaden Madrid. Antalet invånare är 959. Arean är 23,0 kvadratkilometer. La Vall de Laguar gränsar till Benigembla, Castell de Castells, Murla, Orba, Tárbena och Vall d'Ebo. 
Terrängen i La Vall de Laguar är kuperad.
La Vall de Laguar delas in i:
- Benimaurell
- Campell